# Förrien
Förrien ist ein Ortsteil der Gemeinde Wangerland im Landkreis Friesland in Niedersachsen.
Der Ort liegt im nördlichen Teil der Gemeinde, östlich angrenzend an Minsen, südlich etwa einen Kilometer von der Nordsee entfernt. Durch den Ort verläuft die K 87, die sogenannte Störtebekerstraße.
Förrien bildet zusammen mit Minsen den Küstenbadeort Minsen–Förrien.